# 都市男女
《都市男女》是一部反映现代中国青年男女都市生活的365集大型青春情景喜剧。
该剧的故事背景，就是在中国上海这个东方大都市。故事的主要剧情是在一家名叫“3A广告有限公司”的小广告公司中展开。
该剧于2003年1月1日起在中国50多家地方电视台同步上映。

## 角色

### 乔安娜(黄芳翎)
乔安娜是一个年近三张的女强人，在原单位混得甚不得志的她，在上司的欺压和挤搭之下，毅然辞职，东拼西凑、倾尽所有，开办了3A广告公司，成为了这家小公司的老板。她雄心勃勃，一心要把自己的公司搞成上海摊上顶尖的大广告公司。

### 英雄(佟悦)
英雄是3A公司的首席设计师，可就是这样一个把设计当作生命的人，竟然是色弱。他英俊潇洒，特别有那种不羁、浪漫的个性，由于受到乔安娜创业的诱惑，毅然投奔到了3A门下，是公司设计创意上的顶梁柱。在工作过程中，他与公司老板乔安娜逐渐擦出了爱的火花。

### 蒋文斌(王景春)
蒋文斌是3A公司的客户总监，由于他在原来的单位犯过飞单的错误，进不了大公司，被乔安娜收在帐下，发挥他的特长。他是一个标准的上海男人，也是公司中唯一的已婚人士。

### 苏青青(姚晨)
苏青青是3A公司的总经理助理兼前台。由于在原来的单位工作不认真，被开除后进了3A公司。作为公司的“一枝花”，她是一个标准的上海女孩，爱发嗲，爱攀比，喜欢一切新鲜的玩意。她自诩为“脚踩高跟鞋，游走都市间”，一心想嫁一个大款，换男朋友就象换衣服那样快，但实际上内心却也十分渴望纯真的爱情。

### 汤姆(喻恩泰)
汤姆是设计部的员工之一，原名李秀莲，由于名字过于女性化而改叫李汤姆。他给人感觉略显迟钝，与机灵的杰瑞形成了鲜明对比。他对苏青青是一往情深，也逐渐赢得了美人心。

### 杰瑞(沙溢、朱小小)
杰瑞和汤姆一样，也是设计部的员工。在剧中，杰瑞由两个演员先后扮演。前70集中，杰瑞由沙溢扮演，这时的杰瑞是英俊小生，与乔安娜的大学同学方方有发生了一段爱情故事。在71-126集中，杰瑞由朱小小扮演，是一个有男孩气质的女生，她本名肖雅婷，由于公司众人想念杰瑞，因此她在进入3A之后亦被大家称为杰瑞。

### 白瑞洁(蒋雪)
由于扮演杰瑞的两位演员相继离开，因此129集及之后杰瑞的位置由白瑞洁代替。她是一个杭州女孩，大学设计专业本科毕业。由于在中学时母亲与父亲离婚并嫁给上海著名的苏老板，因此她一直希望能够独立生活。一个偶然的机会，她来到了3A公司，从此她的人生也发生的改变。

### 方方 (陈陈)
方方是乔安娜的大学同学，独自一人创业，撑起一家叫“顶尖”的模特公司。由于没有地方办公，因此借用了3A公司原本打算用作杂物间的屋子作为办公室。

### 刘天伟(刘昌伟)
刘天伟是乔安娜和方方的大学同学，一个有钱的老板，也是安娜的初恋情人。他一直喜欢安娜，因此买下了方方的模特公司和3A公司楼下的酒吧（并改名为“伟吧”），想借此能够接近安娜。

### 阿洋(周洋)
“伟吧”的酒保，四川人，对3A公司的白瑞洁颇有好感。